# Acrocercops orthostacta
Acrocercops orthostacta is een vlinder uit de familie van de mineermotten (Gracillariidae). De wetenschappelijke naam van de soort werd voor het eerst geldig gepubliceerd in 1918 door Meyrick. Waardplant voor deze soort is de Sida cordifolia.